# Danny Coid
Daniel John Coid est un footballeur anglais né le 3 octobre 1981 à Liverpool. Il évolue au poste de défenseur.